# Guillaume Lekeu
Guillaume Lekeu (Verviers, 1870. január 20. – Angers, 1894. január 21.) fiatalon elhunyt belga–francia zeneszerző.

## Élete
Verviers-ben született, a családdal együtt fiatal korában Poitiers-ba került. Szülővárosában és Poitiers-ban is részesült zenei képzésben, majd zeneszerzési tanulmányokat folytatott. Első szerzeményeit (vonósnégyesek) 1885-ben írta – ezeket baráti együttesek adták elő. 1889-ben svájci és németországi utazása során Bayreuthba is eljutott. Ekkor, a wagneri zenedrámák hatására döntötte el végleg, hogy zeneszerző lesz.
Párizsban sikerült bejutnia César Franck tanítványai közé, aki őt tartotta egyik legtehetségesebb diákjának. 1890-ben azonban César Franck elhunyt, és Lekeu  Vincent d’Indynél folytatta tanulmányait. Bíztatására pályázatot nyújtott be a Római díjra, amit másodjára, 1891-ben a Fantázia két népi dallamra című nagyzenekari művével sikerült elnyernie. Ezidőtájt kötött barátságot Eugène Ysaÿe-jal, és több későbbi szerzeményét neki ajánlotta. Mindössze 24 éves volt, amikor tífuszban meghalt. Kortársai szerint nagy zeneszerző válhatott volna belőle.